# Alignement von Stantari

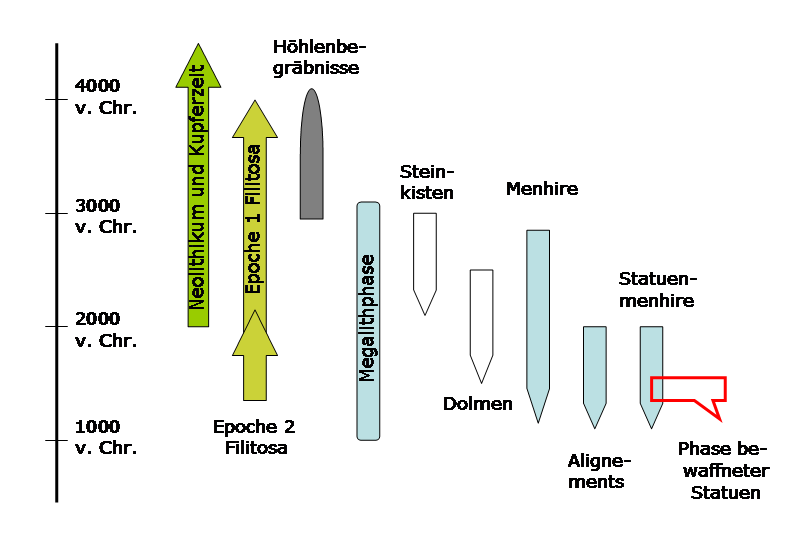
Zeitstellung korsischer Megalithen

Das megalithische Alignement de Stantari liegt auf der französischen Mittelmeerinsel Korsika nahe dem Dolmen von Fontanaccia und dem Alignement von Renaggiu im Süden der Gemeinde Sartène.

## Beschaffenheit
Die in die Bronzezeit zwischen 1500 und 1000 v. Chr. datierten beiden Steinreihen, bestehen aus mehr als 20 wieder aufrecht gestellten Menhiren bzw. Statuenmenhiren.
Ihre Frontseite ist nach Osten gerichtet. Die lange unter einer alten Mauer verborgenen Steine wurden durch die Ausgrabungen von Roger Grosjean 1964 freigelegt. Die beiden von Grosjean nach dem nahe gelegenen Ort Cauria als „Cauria II“ (2,78 m hoch) und „Cauria IV“ (2,91 m hoch) bezeichneten Statuen im nördlichen Bereich der Steinreihe gehören zu den größten auf Korsika. Es sind die einzigen Statuenmenhire mit angedeuteten Armen und Händen. Als Attribut erkennt man ein „Dolchschwert“, das in einem Gehänge auf der Brust mit Schultergurt getragen wird. An das Schwert schließt sich eine Art Lendenschurz an, der auf der Rückseite des Menhirs ein krummes Linienmotiv bildet.

Alignement von Stantari
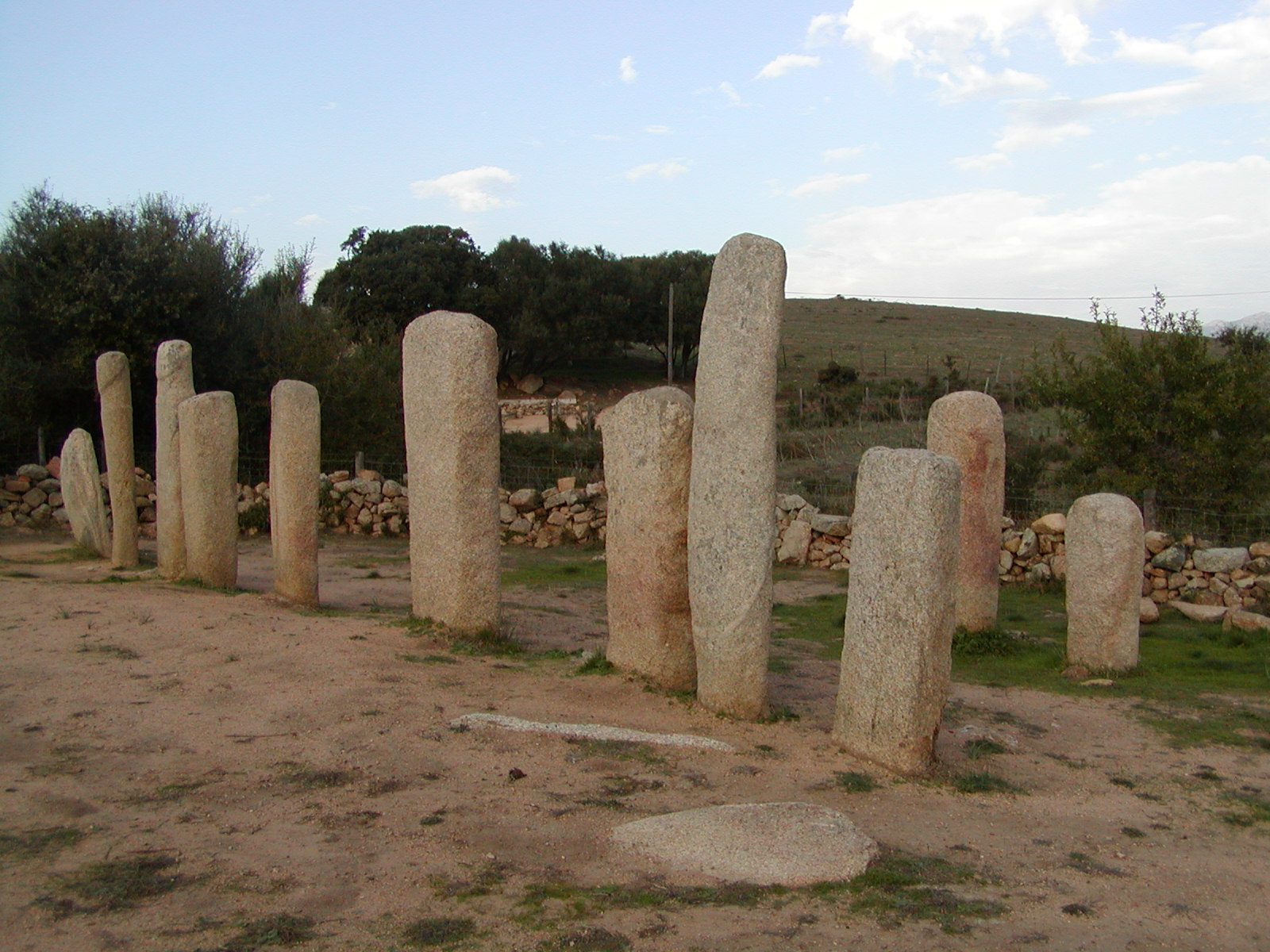
Die Steinreihen von Westen
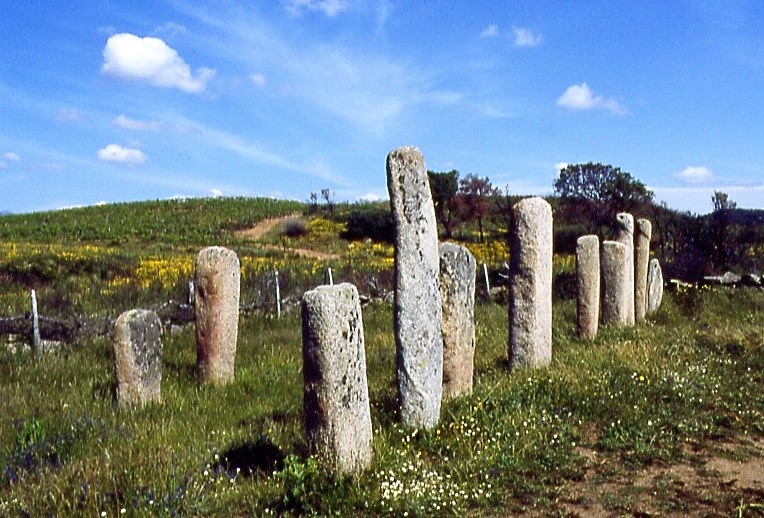
Anthropomorphe Menhire
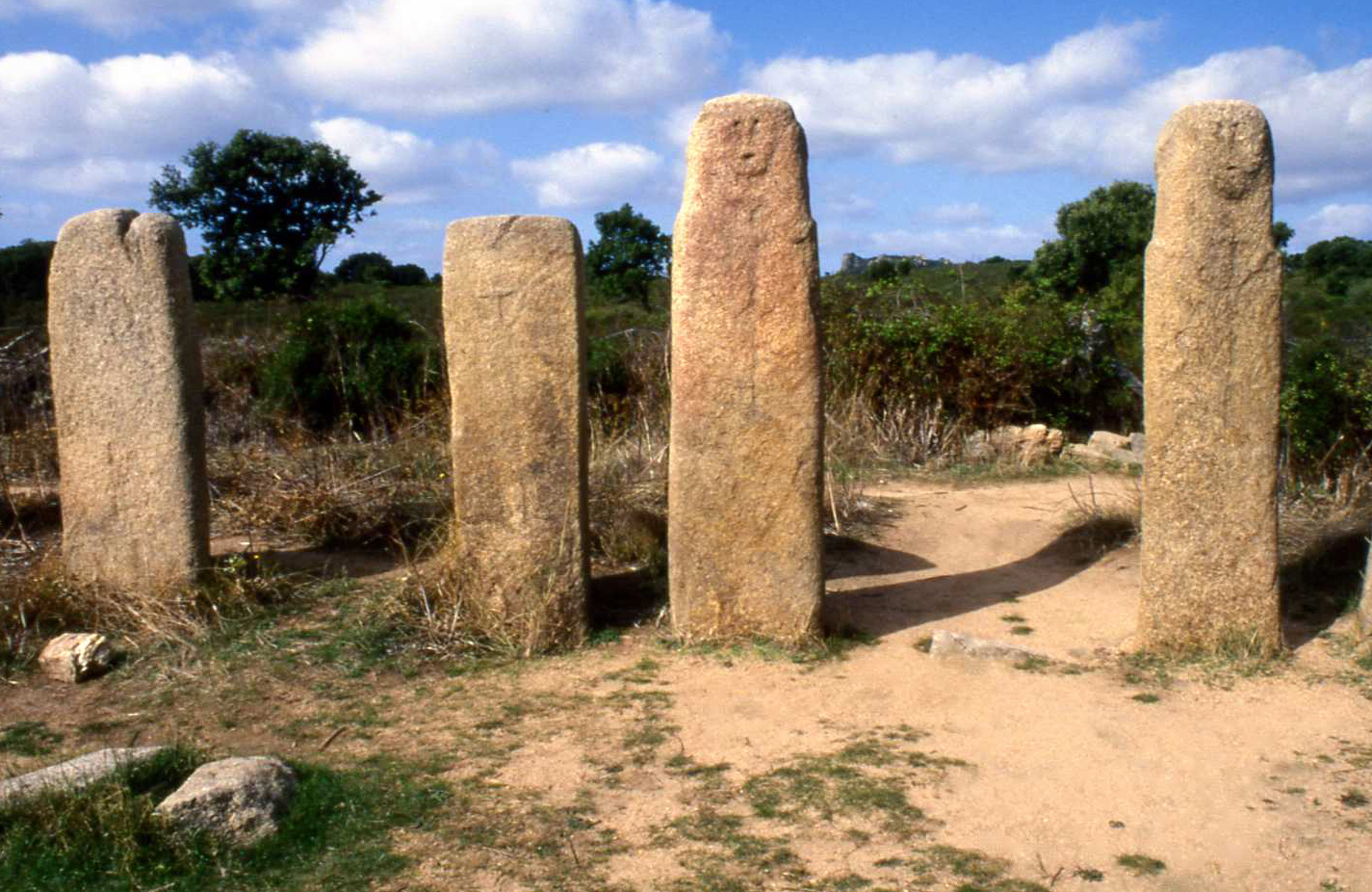
Statuenmenhire von Stantari

Die vertikalen Gravuren auf der Rückseite werden als Wirbelsäule oder Gurte des Schwertgehänges interpretiert. Interessant sind die beiden Eintiefungen (mit einem Durchmesser von 7 cm, bei einer Tiefe von 3 cm) an den Seiten des Kopfes oberhalb der Stirn. Nach Grosjean dienten sie zur Befestigung von Hörnern, so dass es sich um ein Bukranion handelt. Rote Farbspuren an Cauria II und IV deuten neben anderen Hinweisen darauf hin, dass diese und andere Menhirstatuen mit rotem Ocker bemalt waren. Die beiden Statuen wurden bezüglich Kleidung und Bewaffnung mit Seevölker-Darstellungen in Ägypten verglichen und als Indiz dafür angesehen, dass die  Schardana aus Sardinien stammten, da die Kultur der auf Cauria II und IV dargestellten „Torre-Leute“ Parallelen  mit der gleichzeitigen Sardiniens zeige.